# Tsuchihashi Yuitsu
Tsuchihashi Yuitsu (土橋勇逸 (Thổ Kiều Dũng Dật) 1891 - 1972) là Trung tướng lục quân của quân đội Đế quốc Nhật Bản. Trong thời gian cuối của cuộc chiến tranh Thái Bình Dương, ông nắm giữ chức Tổng tư lệnh tại Đông Dương. Tsuchihashi đóng vai trò chủ chốt trong cuộc đảo chính thực dân Pháp của quân đội Nhật vào tháng 3 năm 1945. Đối với Việt Nam, ông được biết đến như người đã đưa ra quyết định quan trọng về lãnh thổ khi chọn trao trả Nam Kỳ lại cho chính phủ mới của Trần Trọng Kim thay vì Cao Miên.

## Binh nghiệp
Tsuchihashi Yuitsu đăng ký tình nguyện vào quân đội Đế quốc Nhật Bản vào năm 1912. Đến 1920, ông tốt nghiệp Học viện chiến tranh Đế quốc. Sau đó ông tiếp tục học về kỹ thuật quân sự tại Pháp. Năm 1937, Tsuchihashi được thăng hàm thiếu tướng và đảm nhận chức vụ tùy viên quân sự tại Pháp và Bỉ.
Trong giai đoạn đầu của cuộc chiến tranh Thái Bình Dương, Tsuchihashi đảm nhận vai trò chỉ huy tình báo cho đạo quân Phương Nam. Khi đó, với thông tin có được, ông đã ra sức phản đối chiến dịch Nam tiến hướng về Đông Nam Á của quân đội Nhật Bản. Cuối cùng, đơn vị của ông đã bị loại khỏi chiến dịch.
Năm 1941 sau khi được thăng hàm trung tướng, ông tham gia vào chiến dịch đánh chiếm Phillipinnes thuộc Mỹ, sau đó là Bali và Java thuộc lãnh thổ Đông Ấn hà Lan.
Năm 1944, Tsuchihashi trở thành tư lệnh quân đoàn 38 thuộc đạo quân Phương Nam, trên thực tế, ông chính là toàn quyền Nhật Bản trên lãnh thổ Đông Dương. Tsuchihashi cũng là người trực tiếp chỉ huy vụ việc Nhật đảo chính Pháp vào ngày 9 tháng 3 năm 1945.
Quân đội Đế quốc Nhật Bản bị giải giáp năm 1945, nhưng tướng Tsuchihashi mãi đến năm 1950 mới giải ngũ, khi được 60 tuổi.

## Trao trả lại Nam Kỳ cho Việt Nam
Sau ngày 9 tháng 3 năm 1945, cả chính phủ Cao Miên lẫn Việt Nam đều đồng loại đề nghị với Tsuchihashi về việc trao trả lại lãnh thổ Nam Kỳ thuộc Pháp. Sau một thời gian đắn đo, ông quyết định cử đại sứ Yokoyama ra Huế để ký văn bản trao trả lại Nam Kỳ cho chính phủ Đế quốc Việt Nam vào ngày 14 tháng 3 năm 1945, thay vì Cao Miên. Trước đó vào 12 tháng 3, Tsuchihashi cũng đã chỉ thị cho thống sứ Bắc Kỳ Nishimura trao trả lại (trên danh nghĩa) Bắc Kỳ cho chính phủ Trần Trọng Kim.
Các quyết định của trung tướng Tsuchihashi là bước ngoặt giúp lãnh thổ Việt Nam lần đầu tiên tái thống nhất sau thời gian dài bị thực dân Pháp chia cắt thành các "kỳ" kể từ năm 1862.